# Mouvement initiative et liberté
Le Mouvement initiative et liberté (MIL) est un mouvement politique de droite à extrême droite, d'inspiration gaulliste. Sa communication est largement tournée vers une violente critique de la gauche,.

## Origine et débuts du MIL

### Le MIL de 1981 à 1986
Le Service d'action civique (SAC), dont des membres sont impliqués dans la tuerie d'Auriol à l'été 1981, est critiqué par les socialistes arrivés au pouvoir.
Plusieurs membres du SAC ainsi que de l'Union nationale inter-universitaire (UNI) se rejoignent et créent le 17 novembre 1981 le Mouvement initiative et liberté (MIL). Il est alors présidé par Jacques Rougeot, un proche du Rassemblement pour la République (RPR) et président de l'UNI. Le général Alain de Boissieu, Pierre Messmer, Jacques Foccart et Pierre Debizet, président du Service d'action civique (SAC), participent également à la création du MIL. Son siège est à l'UNI.
En août 1982, soit huit mois après la création du MIL, le SAC est dissous par François Mitterrand. Le MIL ne se considère pas, officiellement, comme une « résurgence » du SAC. De fait, les militants du MIL jouent beaucoup plus rarement que ceux du SAC un rôle de service d'ordre.
Il s'engage « pour essayer d'empêcher que, après s'être emparés du pouvoir politique, les socialo-communistes ne mettent définitivement la main sur les esprits et sur les structures de la France », selon ses propres termes.[réf. nécessaire]
Le MIL poursuit toutefois le rôle de groupe de pression au sein du mouvement gaulliste, tenu par le SAC à partir de 1968. Il participe également aux élections, par des campagnes d'affichages, comme le faisait le SAC. Enfin, le MIL est lié au SAC par la continuité des dirigeants et des adhérents. Il a été créé grâce au soutien l'UNI, fondée en 1968 avec l'appui du SAC, Pierre Debizet a dirigé l'ancien service d'ordre, et incité ses anciens compagnons à adhérer au MIL.

### Le MIL après 1986
Le MIL était une structure « en sommeil » jusqu'aux législatives de 1986. Bien qu'il ne soit pas le président du MIL, Jacques Foccart en est cependant l'homme qui tire les ficelles. Foccart décide de lancer le MIL dans la campagne. Le recrutement est dès le départ plus large que celui du SAC, mais comprend un certain nombre d'anciens du SAC qui n'avaient pas trouvé depuis 1981 de structure d'accueil correspondant à leurs convictions gaullistes.
André Decocq, professeur à la faculté d'Assas (Paris II), succède à Jacques Rougeot à la présidence du MIL, avec l'accord bienveillant du comité d'honneur présidé par le général de Boissieu. Pierre Debizet est nommé délégué général. 
La nouvelle cause est de libérer la France de l'« enlisement socialiste ». Foccart voit dans cette tâche un rôle qui lui convient. Ainsi, les décisions importantes sont prises par Jacques Foccart qui préside chaque semaine, jusqu'à sa mort en mars 1997, les réunions du bureau du MIL.
Pierre Debizet, qui se situe résolument à droite, part à travers la France et tient réunion sur réunion pour « gueuler la vérité aux Français ».
Cependant, le MIL a du mal à décoller, même s'il compte quelques milliers d'adhérents, dont Alain Peyrefitte et l'ancien chef d'état-major de l'armée de terre, le général Jean Delaunay. Une chose pourtant est sûre : malgré une audience confidentielle, tout le monde, à droite, connaît le MIL, comme en témoignent les nombreux responsables de l'UMP qui s'expriment lors de ses conventions nationales,.
À propos des idées du MIL dans les années 1980, l'historien François Audigier écrit : 
« Le MIL constituait une sorte de laboratoire idéologique, où se croisaient les influences hétérogènes de la droite libérale, d'un catholicisme réactionnaire et d'un gaullisme rigide. On y servait un discours musclé sur la préférence nationale, le combat contre l'avortement, la défense de l'école libre, le rejet des valeurs "gauchistes", un ensemble qui n'avait rien à envier au programme frontiste ».

## Positionnement: la droite «civique, gaulliste et patriote»
Le MIL, présidé par Christian Labrousse à partir de 2008, se réclame de la droite civique, gaulliste, et patriote. Il est qualifié par Le Monde de « mouvement gaulliste d’extrême droite ». Son emblème est la croix de Lorraine. Ce mouvement est associé à l'Union pour un mouvement populaire (UMP).
Le MIL se veut un « mouvement de réflexion » qui défend les valeurs civiques (primauté de la personne, liberté, responsabilité, devoir et cohésion de la société). Le gaullisme est pour lui une inspiration essentielle et toujours actuelle.
Il considère que l'immigration, le communautarisme et l'islamisme menacent l'identité nationale de la France et que résister est un devoir civique.[réf. nécessaire]

## Les prises de position électorales du MIL
Le MIL prend position pour Jacques Chirac lors des élections présidentielles de 1995 (« Chirac président pour sortir du socialisme ») et 2002 (« Chirac, le vrai gaullisme »), et Nicolas Sarkozy en 2007 (« Les gaullistes avec Sarkozy »). En 2022, le MIL appelle à voter pour Valérie Pécresse au premier tour bien qu'il n'y ait pas d'accord de campagne[pas clair]. Au second tour, il laisse ses adhérents libres de leur vote. En 2024, il appelle à voter pour l'Europe des nations, donc pour le LR Bellamy[réf. nécessaire].